# Achilles (Automarke)

Achilles von 1903

Achilles von 1903

Achilles war eine britische Automobilmarke, die von 1903 bis 1908 bei der B. Thomson & Co. Ltd. in Frome gefertigt wurde.
Es gab fünf verschiedene Modelle, die alle mit De Dion-Bouton-Motoren ausgestattet waren. Der 1903 angebotene 6 hp hatte einen Einzylindermotor, die Modelle ab 1904 Zweizylinder-Reihenmotoren bis zu 12 hp. Die Wagen waren zuverlässig und in Somerset sehr beliebt.